# グミヤー
グミヤーは、中国の少数民族のプーラン族（布朗族）の神話に出てくる神。 

## 世界を創造する話
グミヤーは、「リ」という名の巨大な獣（サイに似ている）を見つけると、殺して、まず皮をはいで天を創った。続いて肉で大地を、また「リ」の各部を使って万物の物を創り出した。最後に脳を使って人間を創った。このままでは世界は不安定なので、「リ」の4本の脚を東西南北に立てて、天を支える柱にした。
グミヤーは、大きな亀を捕らえて大地を支えさせようとした。ところが亀が嫌がって逃げようとするので、その動きによって大地が揺れた。そのため金鶏を亀の見張りにつけた。亀が逃げようとすると金鶏が眼をつついて止めるのだ。ところが金鶏が眠くなると、その隙に亀が動くので地震が発生する。人々は米粒を蒔いて金鶏を起こさなければいけない。

## 太陽を射落とす話
グミヤーが創った世界を滅ぼそうと、元々グミヤーと仲の悪かった太陽9姉妹と月10兄弟が一斉に現れた。大地は乾いてひび割れ、植物は枯れ果て、岩石まで溶け出した。この時に焼き落とされたのが、蟹の頭、魚の舌、蛇の脚、鮭の尾であったという。
グミヤーは地上で最も高い山へ登り、弓矢で太陽と月を射落としていった。最後に1つずつ太陽と月が残った。月は、グミヤーの矢が体を掠めた恐怖のあまり、体が冷たくなった。それまでの月は太陽のように熱を発していたが、このことが原因で熱を出さなくなったのだ。
最後の太陽と月は洞窟に逃げ込んで地上に出てこなくなった。そのため地上が暗く冷たくなった。グミヤーとたくさんの獣と鳥が、太陽と月の隠れた洞窟に行って説得したが、太陽も月も出てこなかった。すると雄鶏が美しい声で語りかけると、ようやく太陽たちが返事をしたが、出てこなかった。そこで雄鶏は、自分が呼んだときだけ出てくれば大丈夫だと約束した。また、太陽と月が交互に出るように頼んだ。太陽が出てくると、地上がふたたび明るく暖かくなったという。